# Mezquita de Monemvasía

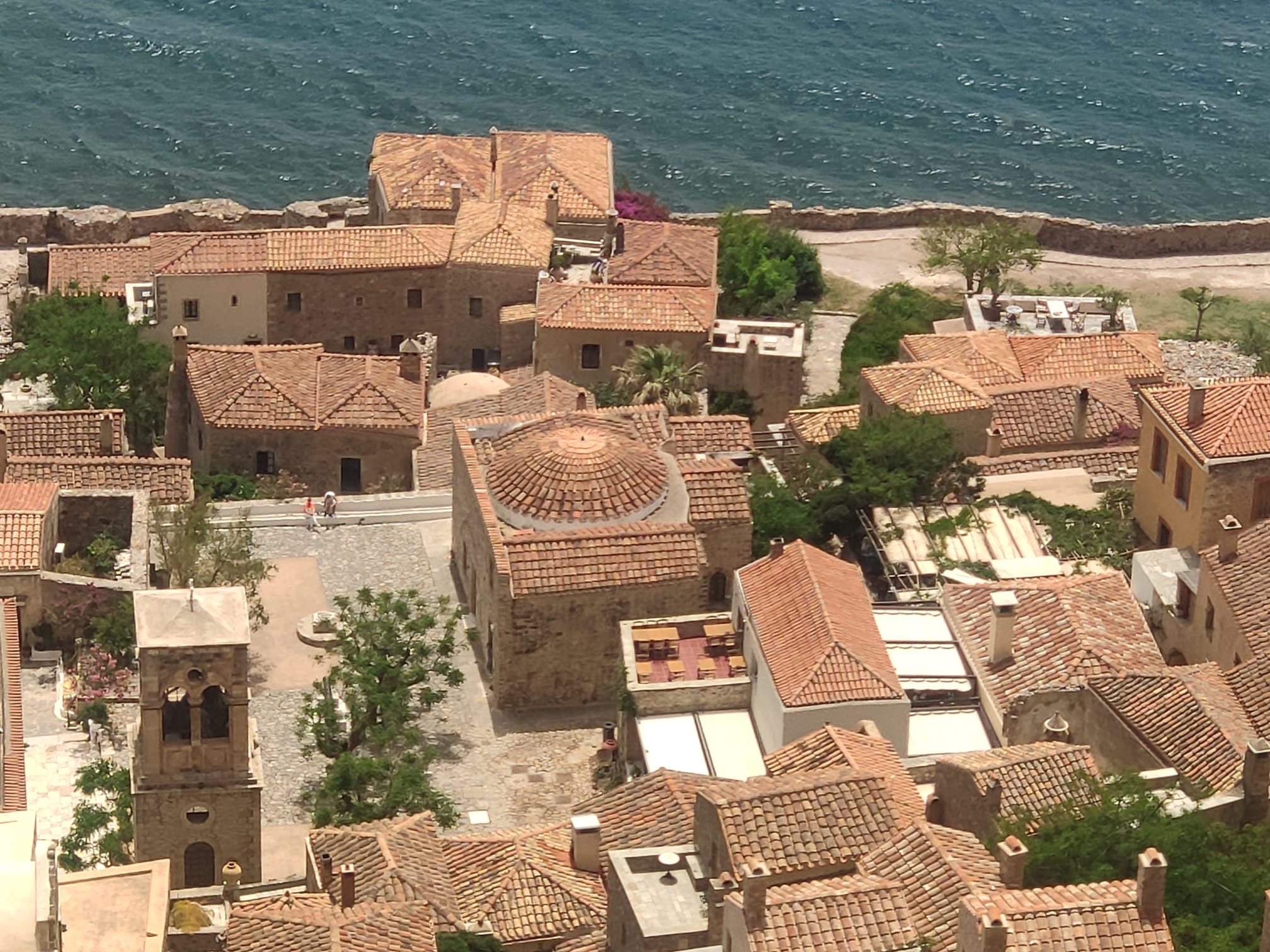
Vista de la mezquita, en el centro, desde arriba.

Interior de la mezquita y exposición de un templo de mármol.

La mezquita de Monemvasía en griego: Τζαμί Μονεμβασίας/Tzamí Monemvasías) es un edificio otomano en la ciudad baja de Monemvasía, en la Periferia del Peloponeso, Grecia. La antigua mezquita restaurada alberga desde 1999 la colección arqueológica de la ciudad. 

## Historia
En noviembre de 1540, los otomanos tomaron posesión de la fortaleza veneciana de Monemvasía. Poco después de la conquista, se levantó una mezquita al sur de la plaza central de la ciudad baja, frente a la Iglesia metropolitana de Christos Elkomenos. Según la tradición local, el edificio se construyó en el emplazamiento de una iglesia veneciana del siglo XVI dedicada a San Pedro, obispo de Monemvasía en el siglo VIII. Sin embargo, en la arquitectura actual de las bóvedas inferiores del monumento no parece haber indicios de la presencia original de una iglesia. Según el historiador Cháris Kalligá, es más probable que una logia veneciana inacabada precediera a la mezquita.
Durante la segunda ocupación veneciana (1690-1713), el edificio se transformó en un hospicio, probablemente por iniciativa de los monjes capuchinos, o en una iglesia dedicada a San Antonio de Padu. Fue convertida al culto musulmán durante el segundo dominio otomano (1715-1821) y se convirtió en una prisión tras la independencia griega, como documentó el diplomático Thomas Wyse. A principios del siglo XX, cuando el arquitecto e historiador Ramsay Traquair visitó Monemvasía, se utilizaba como café.}
Desde 1999, tras las obras de restauración, la antigua mezquita alberga la colección arqueológica de la ciudad y las oficinas del 5.º Eforato de Antigüedades Bizantinas. Entre los objetos expuestos se encuentran los restos de un templón de mármol del siglo XII, elementos tallados de la iglesia de Santa Sofía, cerámica y objetos de uso cotidiano de la primera época cristiana hasta el final del dominio otomano.

## Arquitectura
La arquitectura del monumento es hoy en día difícil de precisar debido a las sucesivas reconstrucciones y cambios de uso. En la actualidad, el recinto cuenta con una sala de oración cuadrada de 6,5 m de lado interior, una extensión rectangular al oeste, mientras que en el lado norte un espacio de dos plantas se utiliza actualmente como zona de recepción de visitantes y como oficinas del servicio arqueológico. El mihrab y el pórtico no se conservan. La cúpula, originalmente de 8,5 m de altura, descansa sobre cuatro trompas. El minarete, destruido, ocupaba la esquina suroeste.

## Enloaces externos
- Esta obra contiene una traducción total derivada de «Mosquée de Monemvasia» de Wikipedia en francés, concretamente de esta versión, publicada por sus editores bajo la Licencia de documentación libre de GNU y la Licencia Creative Commons Atribución-CompartirIgual 4.0 Internacional.

- Datos: Q112191098
- Multimedia: Monemvasia Mosque / Q112191098